# Maison, 24 rue Porte-de-La-Réole
La maison, 24 rue Porte-de-La-Réole est une maison d'habitation urbaine située sur la commune de Monségur, dans le département de la Gironde, en France.

## Localisation
La maison se trouve au cœur de la ville, dans la rue Porte-de-La-Réole qui mène de la route départementale D668 provenant de La Réole à la place principale de la ville, la place Robert-Darniche.

## Historique
L'immeuble, qui comporte deux niveaux, recèle des éléments remarquables : au rez-de-chaussée des boiseries, un décor peint et des cheminées, au premier étage une cheminée en pierre et dans la cour intérieure un escalier avec sa rampe en ferronnerie. La façade sur la rue Porte-de-La-Réole est insignifiante mais l'on peut remarquer, sur la façade de la ruelle des Patriotes, parallèle à la précédente, une porte voûtée portant l'inscription gravée 1651.
Il est inscrit en totalité au titre des monuments historiques par arrêté du 8 juillet 1992.

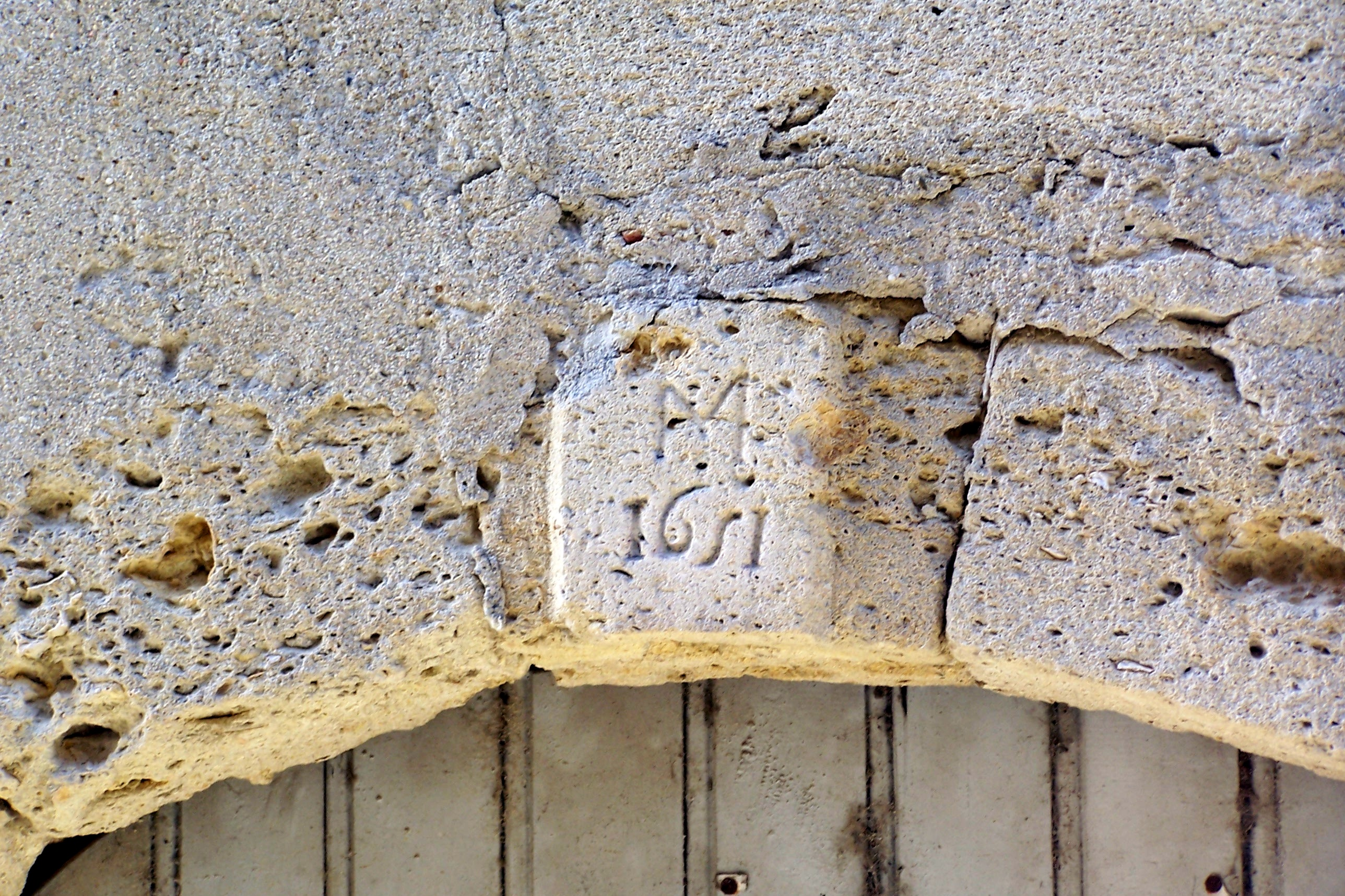
Inscription 1651 au-dessus de la porte, ruelle des Patriotes (mars 2012).